# 간접주장
간접주장이란 당사자가 변론에서 명시적으로 어떤 요건사실을 주장하지는 않았으나 일정한 증거자료의 제출행위나 증거조사결과의 원용행위 등을 통하여 간접적으로 이를 주장한 것으로 보는 것을 말한다.

## 사례
- 당사자가 원인무효의 등기임을 명시적으로 주장한 바 없으나 그에 관한 공소장, 피의자신문조서 등을 서증으로 제출한 경우 서증에 기재된 사실을 주장하였다고 볼 수 있다.[2]
- 일정시기까지의 변제를 주장하고 그 이후의 변제에 대하여 별도의 주장을 한 바는 없었으나 그에 관한 증거자료를 제출하고 있는 경우에는 그 이후의 변제사실에 대하여도 간접적으로 변제주장한 것으로 볼 수 있다.[3]
- 대리인에 의한 계약체결의 사실은 법률효과를 발생시키는 실체법상의 구성요건 해당사실에 속하므로 법원은 변론에서 당사자의 주장이 없으면 그 사실을 인정할 수가 없는 것이나, 그 주장은 반드시 명시적인 것이어야 하는 것은 아닐 뿐더러 반드시 주장책임을 지는 당사자가 진술하여야 하는 것은 아니고 소송에서 쌍방 당사자 간에 제출된 소송자료를 통하여 심리가 됨으로써 그 주장의 존재를 인정하더라도 상대방에게 불의의 타격을 줄 우려가 없는 경우에는 그 대리행위의 주장은 있는 것으로 보아 이를 재판의 기초로 삼을 수 있다.[4]